# Век
Век или столетие се нарича период от 100 години. Хилядолетието е съставено от 1000 години или 10 века. Думата столетие произлиза от думите сто и лета (години).
Във всички календарни системи вековете се отброяват с редни числителни и започват с „първи“ (първи, втори, ... двадесет и първи век). В българския език съществуват 2 приети начина за изписване на вековете:
- изписването с римски цифри, например „XVIII век“, е с по-стари традиции и в миналото се е използвало почти винаги;
- напоследък все по-често се среща изписването на вековете с арабски цифри, например „20. век“ (произнася се двадесети век).

В различните езици правилата са различни, например във френския е прието да се използват само римски цифри, докато в английския почти винаги вековете се изписват с арабски цифри. В енциклопедията „Уикипедия“ е приет вторият начин на изписване.
Столетията по григорианския календар нямат нулев век и започват от Рождество Христово с годините 1, 101, 201... и завършват с годините, кратни на 100 – 100, 200, 300... Така 21 век и третото хилядолетие от новата ера (след Христа) започват на 1 януари 2001 година.
Вековете преди новата ера се отброяват по същия начин – например „трети век пр.н.е.“, и също завършват в края на годините, кратни на 100.

## Списък
```
3 хил. пр.н.е.
 
30 век пр.н.е.
 
29 век пр.н.е.
 
28 век пр.н.е.
 
27 век пр.н.е.
 
26 век пр.н.е.

25 век пр.н.е.
 
24 век пр.н.е.
 
23 век пр.н.е.
 
22 век пр.н.е.
 
21 век пр.н.е.

2 хил. пр.н.е.
 
20 век пр.н.е.
 
19 век пр.н.е.
 
18 век пр.н.е.
 
17 век пр.н.е.
 
16 век пр.н.е.

15 век пр.н.е.
 
14 век пр.н.е.
 
13 век пр.н.е.
 
12 век пр.н.е.
 
11 век пр.н.е.

1 хил. пр.н.е.
 
10 век пр.н.е.
 
9 век пр.н.е.
 
8 век пр.н.е.
 
7 век пр.н.е.
 
6 век пр.н.е.

5 век пр.н.е.
 
4 век пр.н.е.
 
3 век пр.н.е.
 
2 век пр.н.е.
 
1 век пр.н.е.
```

```
1 хилядолетие
 
1 век
 
2 век
 
3 век
 
4 век
 
5 век
 
6 век
 
7 век
 
8 век
 
9 век
 
10 век

2 хилядолетие
 
11 век
 
12 век
 
13 век
 
14 век
 
15 век
 
16 век
 
17 век
 
18 век
 
19 век
 
20 век

3 хилядолетие
 
21 век
```